# Deutsches Milchkontor
Pour les articles homonymes, voir DMK.
Deutsches Milchkontor (DMK) est une coopérative laitière en Allemagne. Elle est issue de la fusion deux coopératives laitières en 2011, Humana Milchunion et Nordmilch.
En avril 2025, Arla Foods et Deutsches Milchkontor annoncent fusionner leurs activités, en gardant le nom d'Arla Foods et le siège social au Danemark, créant la plus importante coopérative laitière d'Europe.